# Amphineurus tortuosus
Amphineurus tortuosus är en tvåvingeart som beskrevs av Alexander 1923. Amphineurus tortuosus ingår i släktet Amphineurus och familjen småharkrankar. Inga underarter finns listade i Catalogue of Life.